# Giacomo Alboresi
Giacomo Alboresi (* 1632 in Bologna; † 9. Februar 1677) war ein italienischer Maler des Barock.

## Leben
Der in Bologna geborene Künstler war Schüler von Domenico Santi und des Quadratur-Meisters Agostino Mitelli, dessen Stieftochter er heiratete.
Er war fast ausschließlich Dekorationsmaler und arbeitete daher mit anderen Künstlern zusammen, zuerst mit Fulgenzio Mondini und nach dessen Tode mit G. C. Milani, Domenico Maria Canuti und Angelo Michele Colonna mit der Gestaltung der Figuren im Hintergrund ihrer Werke.  
Mit Mondini arbeitete er am Gemälde Tod und Heiligsprechung des Heiligen Antonius von Padua für die San Petronio in Bologna. In der Kirche San Giacomo Maggiore malte er einige perspektivische Themen in einem Fresko von Bartolomeo Passarotti. Später arbeitete er mit Antonio Maria Pasio an der Kathedrale Santa Maria del Fiore in Florenz.
In verschiedenen Städten malte er Dekorationen für Feste: in Parma für die Hochzeit des Herzogs Rinuccio II. in Florenz für die Hochzeit des Prinzen Cosimo mit Marguerite Louise d’Orléans (1661). Zu dieser Gelegenheit malte er zusammen mit anderen Bologneser Malern eine Scheinfassade der Kirche Santa Maria del Fiore.